# Taça Europeia de Veteranos +50 Hóquei em Patins de 2012
O Campeonato Europeu de Veteranos +50 em Hóquei em Patins de 2012 foi a 6ª edição da Evricup para maiores 50 anos, que se realiza anualmente. Realizou-se em Valkenswaard, Holanda, entre os dias 11 de Setembro e 15 de Setembro de 2012. A equipa portuguesa  GDR "Os Lobinhos" ficou-se pelo 2º lugar, enquanto a equipa Espanhola do CP Cibeles ganhou o troféu.

## Fase de grupos[1]

### Grupo Laranja
| Equipas           | Pts | J | V | E | D | GM | GS | DG  |
| ----------------- | --- | - | - | - | - | -- | -- | --- |
| GDR "Os Lobinhos" | 9   | 3 | 3 | 0 | 0 | 18 | 4  | 14  |
| Hockey Trieste    | 6   | 3 | 2 | 0 | 1 | 14 | 5  | 9   |
| Dreamteam         | 3   | 3 | 1 | 0 | 2 | 5  | 12 | -7  |
| Valkenswaardse RC | 0   | 3 | 0 | 0 | 3 | 2  | 18 | -16 |

| Dreamteam         | 3–1 | Valkenswaardse RC |
| GDR "Os Lobinhos" | 4-2 | Hockey Trieste    |
| Dreamteam         | 1-6 | GDR "Os Lobinhos" |
| Hockey Trieste    | 7-0 | Valkenswaardse RC |
| Dreamteam         | 1–5 | Hockey Trieste    |
| Valkenswaardse RC | 1–8 | GDR "Os Lobinhos" |

### Grupo Roxo
| Equipas         | Pts | J | V | E | D | GM | GS | DG |
| --------------- | --- | - | - | - | - | -- | -- | -- |
| CP Cibeles      | 9   | 3 | 3 | 0 | 0 | 13 | 6  | 7  |
| Cataluña Team   | 4   | 3 | 1 | 1 | 1 | 12 | 11 | 1  |
| RV Rolta Leuven | 2   | 3 | 0 | 2 | 1 | 6  | 11 | -5 |
| HC Castiglione  | 1   | 3 | 0 | 1 | 2 | 8  | 11 | -3 |

| RV Rolta Leuven | 3–3 | Cataluña Team   |
| CP Cibeles      | 3-2 | HC Castiglione  |
| HC Castiglione  | 3-3 | RV Rolta Leuven |
| CP Cibeles      | 5–4 | Cataluña Team   |
| CP Cibeles      | 5-0 | RV Rolta Leuven |
| Cataluña Team   | 5–3 | HC Castiglione  |

## Fase final
Apuramento Campeão
| GDR "Os Lobinhos" | 1–4 | CP Cibeles |

3º e 4º lugar
| Hockey Trieste | 6–5 | Cataluña Team |

5º e 6º lugar
| Dreamteam | 0–4 | RV Rolta Leuven |

7º e 8º lugar
| Valkenswaardse RC | 3–4 | HC Castiglione |

### Classificação Final[2]
| Pos | Equipa            |
| --- | ----------------- |
| 1   | CP Cibeles        |
| 2   | GDR "Os Lobinhos" |
| 3   | Hockey Trieste    |
| 4   | Cataluña Team     |
| 5   | RV Rolta Leuven   |
| 6   | Dreamteam         |
| 7   | HC Castiglione    |
| 8   | Valkenswaardse RC |